# Parc de Montjuïc metróállomás
Parc de Montjuïc egyike a Spanyolországban található barcelonai metró metróállomásainak. Az állomás valójában nem metróállomás, ugyanis csak a Montjuïci sikló felső végállomása, ám a sikló is a barcelónai metró része, így Parc de Montjuïc a metróállomásokhoz tartozik.

## Nevezetességek az állomás közelében
- Montjuïc kastély
- Montjuïc kötélvasút

## Vonalak
Az állomást az alábbi vonal érinti:
- Montjuïci sikló

## Kapcsolódó állomások
Az állomáshoz az alábbi állomások vannak a legközelebb:
- Paral·lel